# 谷紅藍
谷 紅藍（たに こうらん、安永9年（1780年） - 天保3年12月4日（1833年1月24日））は、江戸時代の女流画家（文晁派）。
菅原洞斎の妻。谷文晁・谷舜媖の妹。父は田安家家臣の谷麓谷。
名は栄子、紅藍は号。
享年は53。